# Stanford (Illinois)
Stanford – wieś w Stanach Zjednoczonych, w stanie Illinois, w hrabstwie McLean.